# 증평군의 국회의원

## 행정 구역 변천
- 2003년 8월 30일 괴산군 증평읍·도안면에 충청북도 증평군 설치

## 증평군의 역대 국회의원
| 대수   | 이름           | 소속정당     | 임기                             | 선거구역                         |
| ------ | -------------- | ------------ | -------------------------------- | -------------------------------- |
| 제17대 | 김종률(金鍾律) | 열린우리당   | 2004년 5월 30일~2008년 5월 29일  | 증평군·진천군·괴산군·음성군 일원 |
| 제18대 | 김종률(金鍾律) | 통합민주당   | 당선 무효                        | 증평군·진천군·괴산군·음성군 일원 |
| 제18대 | 정범구(鄭範九) | 민주당       | 2009년 10월 29일~2012년 5월 29일 | 증평군·진천군·괴산군·음성군 일원 |
| 제19대 | 경대수(慶大秀) | 새누리당     | 2012년 5월 30일~2016년 5월 29일  | 증평군·진천군·괴산군·음성군 일원 |
| 제20대 | 경대수(慶大秀) | 새누리당     | 2016년 5월 30일~2020년 5월 29일  | 증평군·진천군·음성군 일원        |
| 제21대 | 임호선(林昊宣) | 더불어민주당 | 2020년 5월 30일~2024년 5월 29일  | 증평군·진천군·음성군 일원        |
| 제22대 | 임호선(林昊宣) | 더불어민주당 | 2024년 5월 30일~                 | 증평군·진천군·음성군 일원        |

## 같이 보기
- 괴산군의 국회의원
- 진천군의 국회의원
- 음성군의 국회의원
- 증평군·진천군·괴산군·음성군
- 증평군·진천군·음성군